# 天文雑誌
天文雑誌（てんもんざっし、英語：astronomy journal）とは、天文に関するさまざまな事象を扱う雑誌のこと。科学誌に分類される。発刊形態としては、月刊誌が一般的である。その時々の天文現象についての解説や天体観測・天体観望のためのガイド、観測機材（天体望遠鏡・カメラなど）の指南、読者応募などの天体写真、望遠鏡ショップの広告などで構成される。

## 日本語の天文雑誌
- 『月刊 天文ガイド』 （誠文堂新光社）

現在刊行されている一般向け天文雑誌としては最も老舗。
1965年7月創刊、国立国語研究所「現代雑誌の語彙調査」対象雑誌となったこともある。出版部数は公称8万部。
- 月刊 『星ナビ』 （発行アストロアーツ・発売KADOKAWA）

2000年11月、『スカイウオッチャー』の後継誌として創刊した月刊誌。専門色は『月刊 天文ガイド』よりも薄く、初心者やパソコン・カメラといった関連の趣味をもつ読者を意識した誌面が特徴である。キャッチコピーは「星を楽しみ、星と遊ぶ」。アストロアーツが天文シミュレーターソフト「ステラナビゲータ」の発売元であることから、パソコン・ソフト、ウェブとの連携が充実している。月刊アフタヌーン連載『宙のまにまに』やまんがタイムきららキャラット連載『恋する小惑星』のTVアニメ化に際し協力関係を結び、劇中にもこの雑誌が登場する。
- 『天文月報』 （日本天文学会）

日本天文学会の研究誌で、所属研究者の寄稿する記事・論文が掲載されている。書店では取り扱っておらず、日本天文学会に入会することで毎月郵送される。天文学会に加入した会員は、記事・論文を寄稿することが可能。正会員の場合には、隔月刊の PASJ もあわせて送付。
- 『天界』（東亜天文学会）

東亜天文学会の研究誌で、所属会員の寄稿する記事・観測結果などが掲載されている。書店では取り扱っておらず、東亜天文学会に入会することで毎月送付される。天体観測を行う人、全てを対象にしているため、個人では普通会員として入会可能。各地での例会の案内や公開天文台案内などもある。

### 廃刊・休刊した日本語の天文雑誌
- 『月刊天文』 （地人書館）

1934年4月「天気と気候」として創刊。その後1949年に「天文と気象」、1984年に「月刊天文」に改題。編集長入院を理由に、2006年12月号をもって休刊。
- 『スカイウオッチャー』 （発行アストロアーツ・発売立風書房）

1983年8月に創刊、2000年9月に休刊するまで、17年間発行された月刊誌。創刊間もない頃は、軽いノリの記事も目立ち、初心者や中高生の支持を集めたが、次第に専門色を強めていった。長らく、編集室「エヌ・ジー・シー」（川口雅也編集長）が編集していたが、1997年3月号から編集室がアストロアーツ内に移された。しかし、赤字が続いて立風書房により休刊が決まり、当の立風書房も2004年7月1日に親会社の学習研究社に吸収合併されて解散した。後継誌は星ナビ。
- 『星の手帖』 （星の手帖社）

1978年夏号に創刊、1993年春号に休刊するまで、15年間60号発行された季刊誌。
- 『南の星』（台北市公会堂事務所内天体観測同好会）

台北市公会堂事務所内天体観測同好会の機関誌。1940年2月に創刊、1942年12月に第3巻第12号を発行したのを最後に休刊（未確認）。

## 日本語以外の天文雑誌
- SKY&TELESCOPE （Sky Publishing Corporation）

“The Sky”と“The Telescope”の合併により両誌の後継誌として1941年創刊。アメリカで発行。公称20万部。天文学者の研究論文もしばしば掲載されるが、観測ガイド等もある幅広い内容。
SKY＆TELESCOPE公式
- Astronomy Magazine

カルムバック出版（現 カルムバック・メディア）が1973年8月より発行。アメリカ合衆国内外に多数の購読者を抱える。
- Popular Astronomy

イギリスのSociety for Popular Astronomyが発行している雑誌。1953年6月に“The Junior Astronomer”として創刊。その後1960年10月に“Hermes”と改題した後、1981年1月に“Popular Astronomy”と改題。

### 廃刊・休刊した日本語以外の天文雑誌
- Popular Astronomy

1893年に創刊、1951年に休刊するまで、59巻発行されたアマチュア天文家のためのアメリカの雑誌。
- The Sky

1935年に創刊。1941年ザ・テレスコープとの合併により休刊。後継誌はスカイ&テレスコープ。